# SATB
在音乐中，SATB是女高音，女低音，男高音和男低音的首拼，被合唱团用以划分声部来演唱特定的音乐作品。使用 SATB 划分声部而创作的乐曲（最常见的是圣诗曲调）可以由男女声搭配、男声和童声或四个独唱者演唱。
对这些缩写词的使用缺乏普遍共识。 比如说Tr 代表高音， Mz （或其他类似的缩写）代表女中音， Ba ， Bar或Bari代表男中音是不言自明的，但是C 可以用于canto ，代表各个声部中的最高部分，或 contralto ，通常代表女性中音并与 假声男高音( Ct ) 相对。
SATB div. （ divisi ，divided）通常表示将一个或多个单独的声部在乐曲的某个部分分成两个及以上的部分，并且它们共用一段五线谱。如果由两组不同的人来演唱和声则会写成SSAATTBB ，若为是为两组组成相同的演唱者而布置，则会写成SATB/SATB 。出版商通常在他们的CV表中包含这样的描述，尽管许多人未能提供足够的细节，例如它们通常在需要完整描述作曲家所需信息的地方省略术语“div." 。有时使用 B 代表男中音部分或使用 S 代表女中音声部也会产生误导；在这方面的一个例子是斯坦福大学的颂歌“永恒的父亲”，虽然标记为 SSATBB，但它们分别代表女高音、女中音、女低音、男高音、男中音和男低音。